# Мельба сіра
Ме́льба сіра (Pytilia lineata) — вид горобцеподібних птахів родини астрильдових (Estrildidae). Ендемік Ефіопії. Раніше вважався підвидом червонокрилої мельби, однак був визнаний окремим видом.

## Опис
Довжина птаха становить 12-13 см. Крила короткі, округлі, хвіст короткий, квадратної форми, дзьоб конічної форми, загострений. Самці мають переважно сіре забарвлення, горло у них білувате, покривні пера крил, махові пера, надхвістя і хвіст червоні, гузка біла, поцяткована чорними смугами, на животі і боках нечисленні білі смуги. Очі червонувато-карі, дзьоб червоний, лапи тілесного кольору. 
Статевий диморфізм слабо виражений — у самиць крила дещо менш червоні, а живіт менш смугастий, ніж у самців. Загалом, сірі мельби є дуже схожими на червонокрилих мельб, однак відрізняються від них кольором дзьоба (червоний замість чорного), а також мають деякі відмінності в поведінці і дещо відмінний спів. 

## Поширення і екологія
Сірі мельби мешкають в західній і центральній Ефіопії. Вони живуть на трав'янистих луках Ефіопського нагір'я. Зустрічаються поодинці або парами, більшу частину дня проводять в чагарниках і високій траві. Вони живляться дрібним насінням трав, комахами, зокрема мурахами і термітами, та іншими безхребетними, іноді доповнюють раціон плодами.